# 下末吉海進
下末吉海進（しもすえよしかいしん）は、約12万5000年前の間氷期に、地球の温暖化によって起きた大規模な海進であり、日本各地の平野部に海が進入した。その規模の大きさから縄文海進が起きた6000年前よりも下末吉海進が起きた時期（下末吉期）は温暖な気候であったとされている。横浜市鶴見区の下末吉地域にちなみ命名された。
下末吉海進も縄文海進と同様に日本各地で確認されているが、神奈川県では東京湾側、相模湾側から海が入り込み、綾瀬市や海老名市、厚木市付近まで海が入り込んでいたと考えられている。下末吉海進のときにたまった地層は、下末吉層または下末吉層相当層といわれ、神奈川県東部（いわゆる下末吉台地）によく保存されている。下末吉層は神奈川県以外でも確認ができる。

## 海水面の上昇
約13万年前にリス氷期が終わり、間氷期（エーム間氷期）に入ると気候が温暖化した。この当時の関東以北の地層からは暖かい海域で生息する貝類の化石が発見されており、気候が温暖化したことがわかる。気候が温暖化するにつれて大規模に氷河が溶け出し、海水面の上昇が発生した。その結果、日本の各地の平野部が水没する現象が起こった。例えば関東平野の中央部周辺では東京湾から渡良瀬遊水地周辺まで水没したものと考えられている。当時、海水面がどのくらい上昇したのかははっきりしない面もあるが、現在の海水面から5～10メートル程度高かったのではと推定されている。

## 下末吉面の形成
下末吉海進の結果、現在の関東平野の大部分は海となった。その結果、現在の関東平野部分には古東京湾と呼ばれる比較的浅い海が広がった。その海に周辺の関東山地などから流入した土砂が堆積し、また箱根火山などから噴出した火山噴出物も堆積した。
間氷期が終了してヴュルム氷期が始まると、下末吉海進で海となった地域は海退によって再び陸となった。その結果、下末吉海進期に現在の関東平野に堆積した堆積物は、比較的平坦な台地状の土地として関東平野に広がることになった。これが下末吉面と呼ばれる台地の成因である。
現在、下末吉海進によって形作られた下末吉面は、関東造盆地運動によってその一部が地中に没しているが、現在も多くの部分が台地として残っている。下末吉海進期には関東平野がほぼ水没した状態であり、その後の堆積、そして海退や隆起、沈降といった変動を経て現在の関東平野が形作られていったため、下末吉面は現在の関東平野の原型ということができる。